# Steve Benjamin
Stephen DeLancey "Steve" Benjamin (Glen Cove, 29 de setembro de 1955) é um velejador estadunidense. 

## Carreira
Steve Benjamin representou seu país nos Jogos Olímpicos de 1984, na qual conquistou a medalha de prata classe 470 em 1984. 